# Atraso cultural
Atraso cultural é a diferença entre a cultura material e a cultura não-material; o termo atraso cultural refere-se à noção de que a cultura leva tempo para acompanhar as inovações tecnológicas e os problemas sociais resultantes que são causados por esse atraso. Em outras palavras, o atraso cultural ocorre sempre que há uma taxa desigual de mudança entre diferentes partes da cultura, causando uma lacuna entre a cultura material e a não material. Posteriormente, o atraso cultural não se aplica apenas a essa ideia, mas também se relaciona com a teoria e a explicação. A teoria ajuda a identificar e explicar problemas sociais para então prever problemas futuros na sociedade. O termo foi cunhado pela primeira vez no trabalho de William F. Ogburn em 1922 no trabalho "Social Change with Respect to Culture and Original Nature".
Conforme explicado por James W. Woodward, quando as condições materiais mudam, são ocasionadas mudanças na cultura adaptativa, mas essas mudanças na cultura adaptativa não sincronizam exatamente com a mudança na cultura material, esse atraso é o atraso cultural. Se as pessoas não se ajustarem às rápidas mudanças ambientais e tecnológicas, isso causará um atraso ou uma lacuna entre as culturas. Isso ressoa com ideias de determinismo tecnológico, o que significa que a tecnologia determina o desenvolvimento de seus valores culturais e estrutura social. Ou seja, pode pressupor que a tecnologia tem efeitos independentes na sociedade em geral. No entanto, não necessariamente atribui causalidade à tecnologia. Em vez disso, o atraso cultural concentra o exame no período de adaptação às novas tecnologias. De acordo com os sociólogos William F. Ogburn, o atraso cultural é um fenômeno social comum devido à tendência da cultura material de evoluir e mudar rápida e volumosamente, enquanto a cultura não material tende a resistir à mudança e permanecer fixa por um período muito mais longo. de tempo.